# Affaire Joseph Maraachli
L'affaire Joseph Maraachli est une controverse internationale portant sur la vie de Joseph Maraachli, surnommé Baby Joseph, nourrisson canadien atteint d'une affection neurologique rare, progressive et incurable : le syndrome de Leigh (en). Des médecins canadiens ayant refusé de pratiquer une trachéotomie, estimant que cette opération invasive relevait de l'acharnement thérapeutique, les parents de Joseph se battent pour que l'enfant soit transféré aux États-Unis : selon eux, même si le bébé était condamné à brève échéance, la trachéotomie pouvait prolonger ses jours et lui permettre de mourir à la maison. Des groupes anti-avortement américains se mobilisent pendant plusieurs mois et obtiennent que Joseph soit transféré dans un hôpital catholique à Saint-Louis (Missouri), où l'équipe médicale pratique l'opération chirurgicale.
Cette intervention prolonge de plusieurs mois la vie de Joseph Maraachli, qui meurt à la maison le 27 septembre 2011,.